# Companhia de Comércio do Maranhão
A Companhia de Comércio do Maranhão, também referida como Companhia do Estanco do Maranhão ou Companhia de Comércio do Estado do Maranhão e Grão-Pará, foi uma empresa comercial privilegiada, de caráter monopolista, criada sob o reinado de dom Pedro II de Portugal (1667-1706), em Portugal, para atuar no Estado do Maranhão. Durou de 1682 a 1685.

## História
Fundada conforme alvará de 12 de fevereiro de 1682, em caráter de exclusivo comercial, destinava-se a fomentar a agromanufatura de açúcar e o cultivo de algodão, por meio do fornecimento de crédito e de escravos africanos aos produtores da região, assegurando o transporte em segurança daqueles géneros em segurança para a Europa.
Era prevista a importação de dez mil escravos africanos em vinte anos da Costa da Guiné.
Entre os privilégios de que se beneficiava, além do monopólio do comércio com o Estado do Maranhão por 20 anos, destacavam-se a isenção de impostos, um juízo privado, a via executiva para a cobrança de suas dívidas e a liberdade de descer do sertão maranhense os indígenas que desejasse para tê-los ao seu serviço.
A Companhia foi acusada de desvalorizar os géneros que deveria adquirir, cobrando em excesso pelas mercadorias da metrópole, fraudar os pesos, recusar-se a transportar produtos pouco lucrativos, transgredir a regularidade das frotas, o que estragava produtos armazenados a espera do embarque, além de não disponibilizar os escravos africanos conforme acordado. As reclamações levaram à eclosão da Revolta dos irmãos Beckman (1684) e à posterior extinção da própria Companhia (1685).